# Condado de Tillman
O Condado de Tillman é um dos 77 condados do estado americano do Oklahoma. A sede do condado é Frederick, que é também a sua maior cidade.
O condado tem uma área de 2277 km² (dos quais 18 km² estão cobertos por água), uma população de 9287 habitantes, e uma densidade populacional de 4 hab/km² (segundo o censo nacional de 2000). O nome do condado é uma homenagem a Benjamin Tillman (1847-1918), governador da Carolina do Sul e senador pelo mesmo estado.